# Masters de Roma 1974
El Abierto de Italia 1974 fue la edición del 1974 del torneo de tenis Masters de Roma. El torneo masculino fue un evento del circuito ATP 1974 y se celebró desde el 26 de mayo hasta el 1 de junio.  El torneo femenino fue un evento del circuito WTA 1974 y se celebró desde el 25 de mayo hasta el 3 de junio.

## Campeones

### Individuales Masculino
Björn Borg vence a  Ilie Năstase, 6–3, 6–4, 6–2

### Individuales Femenino
Chris Evert vence a  Martina Navrátilová, 6–3, 6–3

### Dobles Masculino
Brian Gottfried /  Raúl Ramírez vencen a  Juan Gisbert /  Ilie Năstase, 6–3, 6–2, 6–3

### Dobles Femenino
Chris Evert /  Olga Morozova vencen a  Helga Masthoff /  Heide Orth, Walkover